# Faróis de São Tomé e Príncipe

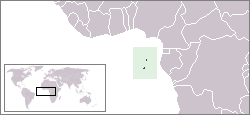
Localização de São Tomé e Príncipe na África Equatorial

São Tomé e Príncipe são duas pequenas ilhas vulcânicas na costa Oeste da África Equatorial. As ilhas eram desabitadas até que foram descobertas por navegadores Portugueses nos finais dos anos 1400. Mantiveram-se colónias Portuguesas até 1975, quando se tornaram uma nação independente.
Nos anos 1990, a Marinha de Guerra Portuguesa ajudou São Tomé e Príncipe a criar um moderno sistema de ajudas à navegação, para proteger as rochosas costas das ilhas. A maioria dos faróis são colunas de betão.

## Lista de Faróis

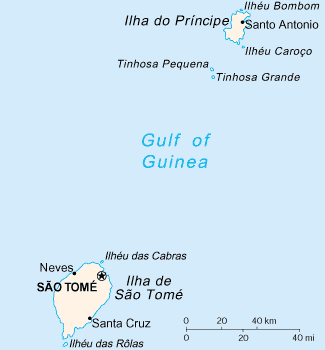
Ilhas de São Tomé e Príncipe.

### Ilha do Príncipe
- Farolim da Ponta Mina
- Farol da Ponta do Focinho de Cão
- Farol do Boné de Jóquei
- Farolim da Chindela
- Farolim de Santo António
- Farol dos Mosteiros
- Farol do Ilhéu Bom Bom
- Farol da Tinhosa Grande

### Ilha de São Tomé
- Farol da Lagoa Azul
- Farol do Ilhéu das Cabras
- Farol de São Sebastião
- Farolim de Ana Chaves Anterior
- Farolim de Ana Chaves Posterior
- Farol do Ilhéu Santana
- Farol de Angolares
- Farol do Ilhéu Gago Coutinho (Rolas)
- Farol da Ponta Furada